# Richard Edghill
Richard Arlon Edghill, couramment appelé Richard Edghill, est un footballeur anglais, né le 23 septembre 1974 à Oldham, Angleterre. Évoluant au poste d'arrière droit, il est principalement connu pour ses saisons à Manchester City, Queens Park Rangers et Bradford City ainsi que pour avoir été sélectionné en Angleterre B et Angleterre espoirs.

## Biographie

### Carrière de joueur
Natif d'Oldham, il est formé à Manchester City, équipe qu'il rejoint alors qu'il est encore collégien et pour laquelle il devient professionnel lors de la saison 1993-94. Il joue son premier match le 20 septembre 1993 pour une défaite 0-1 à l'extérieur contre Wimbledon.
Il est un jeune joueur prometteur, comme le prouvent ses sélections en 1994 en Angleterre B et en Angleterre espoirs, mais des blessures à répétition l'empêchent de confirmer totalement les espoirs placés en lui. Une blessure au genou le prive par exemple entièrement de la 1996-97. 
Revenu de blessure, il s'impose comme un titulaire indiscutable à son poste d'arrière droit. Il inscrit le tir au but décisif lors du play-off de promotion en First Division, qui voit les Citizens s'imposer face à Gillingham 2-2 (3-1 t.a.b.).
Lors de la saison 1999-2000, le capitaine Andy Morrison (en) s'étant blessé, Edghill récupère le brassard et participe activement à l'obtention de la promotion en Premier League. C'est aussi au cours de cette saison qu'il inscrit son premier but à l'occasion d'une victoire 2-0 contre Blackburn Rovers. Malheureusement, il connait un début de saison 2000-01 très difficile, qui culmine par un but contre son camp lors d'une défaite 1-2 contre Coventry City et finit par perdre sa place de titulaire et est prêté à Birmingham City.
Joe Royle, l'entraîneur de Manchester City, engage alors Richard Dunne et Laurent Charvet pour remplacer Edghill. Mais lorsque celui revient de prêt le 1er janvier 2001, aucun ne s'est imposé et il retrouve régulièrement une place de titulaire pour la fin de la saison. Les Citizens sont relégués et Joe Royle est remplacé par Kevin Keegan qui n'utilise que très peu Edghill, et encore moins après la signature de Sun Jihai. À la fin de la saison 2001-02, il est libéré de son contrat après neuf saisons et 207 matches officiels pour le club.
Il connait par la suite deux courts passages sans succès à Wigan Athletic et Sheffield United avant de s'engager en août 2003 pour QPR où il retrouve du temps de jeu. En 2005, il s'engage pour Bradford City où il passe deux saisons avec du temps de jeu.
Le 13 juin 2007, il rejoint Macclesfield Town, où il retrouve comme entraîneur Ian Brightwell son ancien coéquipier de Manchester City. Il y passe une dernière saison avant de prendre sa retraite.
Depuis lors, il fait partie de l'encadrement technique des équipes de jeunes de Manchester City.

### Carrière internationale
En 1994, il connaît trois sélections en Angleterre espoirs et une en Angleterre B. Il a été appelé aussi par Terry Venables en équipe d'Angleterre en avril 1995 mais sans jouer.